# فهميدة رياض
فهميدة رياض (بالإنجليزية: Fahmida Riaz) (28 يوليو 1946، ميروت في الهند - 21 نوفمبر 2018، لاهور في باكستان)؛ كاتِبة، مترجمة وشاعرة هندية-باكستانية.